# (15376) Marták
(15376) Marták – planetoida z pasa głównego asteroid okrążająca Słońce pomiędzy orbitami Marsa i Jowisza w ciągu 7,82 lat. Została odkryta 1 lutego 1997 r. przez P. Kolénego i L. Kornoša w słowackim obserwatorium w Modrej. Nazwana na cześć Jána Martáka (1912–1945), słowackiego nauczyciela, muzyka i reżysera.